# آکیرا (مانگا)
آکیرا (به ژاپنی: フェアリーテイル، به انگلیسی: Akira) یک سری مانگا ژاپنی است که توسط کاتسوهیرو اوتومو نوشته و طراحی شده‌است. این مانگا توسط انتشارات کودانشا بین سال‌های ۱۹۸۲ و ۱۹۹۰ در هفته‌نامه یانگ مگزین منتشر می‌شد.